# Trap or Die 3
Trap or Die 3 (англ. Ловушка или умри 3) — седьмой студийный альбом американского рэпера Джизи. Был выпущен 28 октября 2016 года мейджор-лейблом Def Jam. В записи альбома принили участие Крис Браун, Лил Уэйн, Плайс, Йоу Готти, Френч Монтана и Бэнкролл Фрэш.

## Предыстория
Изначально серия «Trap or Die» классифицировалась, как линейка микстейпов. Первая часть серии была выпущена в 2005 году в поддержку альбома Let's Get It: Thug Motivation 101, как промоушен-кампания. Специальным гостем микстейпа тогда стал DJ Drama. Вторая часть микстейпа под названием «Trap or Die, Pt. 2: By Any Means Necessary» была выпущена в 2010 году совместно с Don Cannon.
Заключительная часть трилогии переклассифицировалась в студийный альбом по инициативе самого рэпера. Однако также существует новый термин для данного релиза, охарактеризованный, как «Коммерческий микстейп».

## Коммерческий успех
Альбом «Trap or Die 3» дебютировал на строчке № 1 в чарте Billboard 200, продав свыше 89 000 лицензионных копий. Это стал третий альбом «номер один» в карьере артиста. Прежде это удавалось только с альбомами The Inspiration (2006) и The Recession (2008).
Артист одержал победу в соперничестве против Meek Mill с альбомом «Dreamchasers 4», который дебютировал на строчке № 3 спустя первую неделю. Однако сами рэперы оказали взаимную поддержку друг другу на кануне выхода альбомов, и не было никакого намёка на биф.

## Список композиций
| №                   | Название                                    | Автор(ы)                                                 | Продюсер                    | Длительность |
| ------------------- | ------------------------------------------- | -------------------------------------------------------- | --------------------------- | ------------ |
| 1.                  | «In the Air»                                | Джей Дженкинс Деметриус Стюарт                           | Shawty Redd                 | 3:33         |
| 2.                  | «G-Wagon»                                   | Джей Дженкинс Деметриус Стюарт                           | Shawty Redd                 | 3:46         |
| 3.                  | «It Is What It Is»                          | Джей Дженкинс Дуэйн Ричардсон                            | D. Rich                     | 3:15         |
| 4.                  | «Where It At» (при участии Yo Gotti)        | Джей Дженкинс Пьер ДеЖурнетт Морис Джордан Марио Мимс    | PD Kenoe                    | 3:52         |
| 5.                  | «All There» (при участии Bankroll Fresh)    | Джей Дженкинс Дуэйн Ричардсон Трентавиус Уайт            | D. Rich                     | 3:18         |
| 6.                  | «Going Crazy» (при участии French Montana)  | Джей Дженкинс Дуэйн Ричардсон Карим Харбуш               | D. Rich                     | 4:07         |
| 7.                  | «'Bout That» (при участии Lil Wayne)        | Джей Дженкинс Дуэйн Ричардсон Дуэйн Картер-мл.           | D. Rich                     | 3:46         |
| 8.                  | «So What»                                   | Джей Дженкинс Пьер ДеЖурнетт                             | PD                          | 2:55         |
| 9.                  | «Let 'Em Know»                              | Джей Дженкинс Кит Миллер Десмонд Гордон                  | P.C. Bruce Almighty         | 3:38         |
| 10.                 | «Recipe»                                    | Джей Дженкинс Майкл Уильямс Самуэль Гоэйд                | Mike Will Made It 30 Roc    | 4:47         |
| 11.                 | «Goldmine»                                  | Джей Дженкинс Кори Робертсон Рэнди Рид-мл. Монтей Хамфри | DJ Montay Big Korey Doda 1K | 3:32         |
| 12.                 | «U Kno' It»                                 | Джей Дженкинс Деметриус Стюарт                           | Shawty Redd                 | 3:16         |
| 13.                 | «Like That»                                 | Джей Дженкинс Дуэйн Ричардсон                            | D. Rich                     | 2:59         |
| 14.                 | «Sexé» (при участии Plies)                  | Джей Дженкинс Дуэйн Ричардсон Алгернод Вашингтон         | D. Rich                     | 4:23         |
| 15.                 | «Pretty Diamonds» (при участии Chris Brown) | Джей Дженкинс Дуэйн Ричардсон Кристофер Браун            | D. Rich                     | 4:29         |
| 16.                 | «Never Settle»                              | Джей Дженкинс Сэм Гамбли                                 | S-X                         | 3:52         |
| Общая длительность: | Общая длительность:                         | Общая длительность:                                      | Общая длительность:         | 59:37        |

Использованные семплы
- «Let 'Em Know»: Stellardrone — «Light Years»

## Видеоклипы
- 2016: «All There» (при участии Bankroll Fresh)
- 2016: «Goldmine»
- 2016: «Going Crazy» (при участии French Montana)
- 2017: «'Bout That» (при участии Lil Wayne)
- 2017: «G-Wagon»
- 2017: «Like That/Sexé»
- 2017: «Never Settle»

## Позиции в чартах
| Чарт                                   | Пиковая позиция |
| -------------------------------------- | --------------- |
| Канада (Canadian Albums Chart)         | 60              |
| США (Billboard 200)                    | 1               |
| США (Billboard Top R&B/Hip-Hop Albums) | 1               |